# Baaklin

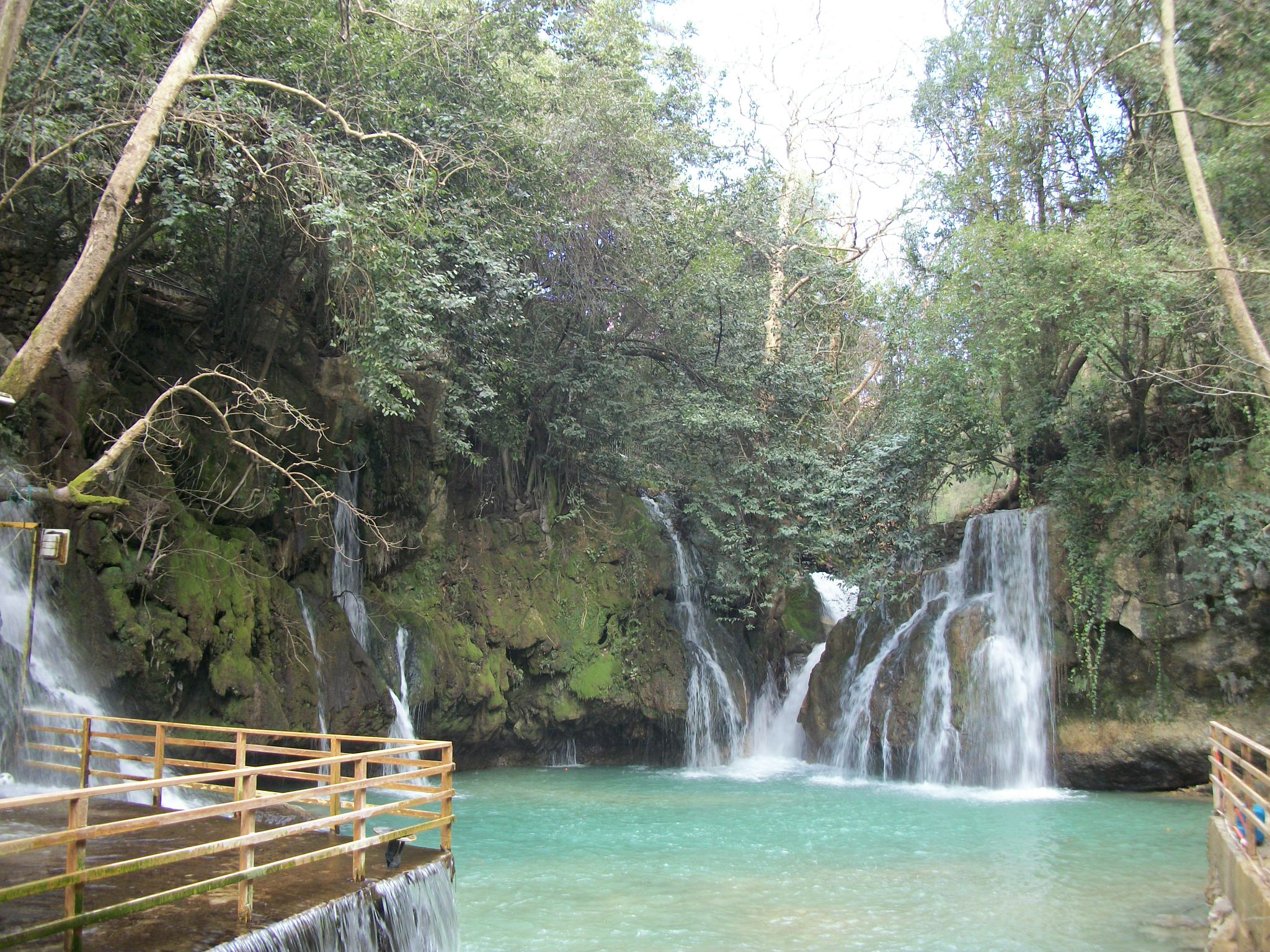
Blauer Wasserfall in Baaklin

Baaklin (auch: Baaqline, arabisch بعقلين) ist ein Dorf im Libanon im Verwaltungsdistrikt Chouf im Gouvernement Libanonberg. Das Dorf liegt im Libanon-Gebirge, etwa 45 km südöstlich von Beirut.

## Geographie
Die Gemeinde liegt auf einer Höhe von 850 bis 920 m über dem Meer auf einer Bergflanke oberhalb des Flusses Nahr al Damour (arabisch نهر الدامور, Nahr Al Damour) und nimmt eine Fläche von 14 km² ein. Man erreicht den Ort von Dair al-Qamar aus über Deir Dourite (arabisch دير دوريت). Weitere umliegende Gemeinden sind Beit ed-Din, Aynbal (arabisch عينبال), Symkanieh (arabisch سمقانية), Jahlieh (arabisch جاهلية).

## Geschichte
Baakline wurde im 12. Jahrhundert von den Emiren des Maan-Clans zur Hauptstadt ausgebaut. Erst im 17. Jahrhundert verlegte der bekannteste von ihnen, Fakhreddin II., seinen Sitz nach Dair al-Qamar. Heute ist Baaklin der Hauptort der Drusen, und historischer Sitz der Maschyachat al-ʿAql, des geistlichen Oberhaupts. Viele große Scheichs entstammen der Familie Hamade (Amadet), Scheich Mouhamad Hamade, Scheich Hussein Hamade und Scheich Rachid Hamade. Farid Hamade, einer ihrer Nachkommen war bekannt als Patriot und Würdenträger. Er lebte als Rechtsanwalt in Paris (gest. 2009) Der große Serail, das Hauptverwaltungsgebäude von Baaklin, das vor dem Zweiten Weltkrieg errichtet wurde, ist renoviert worden und beherbergt heute eine öffentliche Bibliothek. Im Ortskern befindet sich auch der Palast von Scheich Hussein Hamade I., der 1591 begründet wurde und verschiedene Baustufen miteinander vereint. Es gibt auch Gebetshäuser der Drusen, Khalwats (Meditationshäuser), und ein Maqam (Grab/Heiligtum). Baaklin nimmt als Hauptstadt des Chouf eine wichtige Rolle in der Geschichte des Libanon ein.
Sogar die ersten Wurzeln des Staates Libanon gehen zurück nach Baaklin. Um das Jahr 1120 n. Chr. lebte hier Amir Ibn Maan Rabeaah, der Vorfahre von Amir Fakr Eddin Maani II. des Begründers des Loubnan al Kabir. Er wurde von seinen Schwiegereltern, den Tanoukhyeen unterstützt. Amir Maan hatte eine Tochter von Amir Al Noaaman Tanoukhy geheiratet.
Aufgrund der Wasserknappheit in Baaklin bevorzugten die Emire Maan den Nachbarort Dair al-Qamar (in drusischen Archiven: Dar Al Qamar), wo sie mehrere Paläste und Moscheen errichteten. Heute noch nimmt die Moschee des Amir Fakhr Eddine Ibn Othman Ibn Al Hajj Younis Al Maani (1493 AD) einen prominenten Platz im Ort ein. Der letzte Emir der Familie Maan war Emir Ahmad (gest. 1697). Mit seinem Tod ging das Emirat über an die Familie Chehab, die durch Heirat und andere Verbindungen mit der Familie Maan verknüpft war.
Unter osmanischer Herrschaft gewann Baaklin wieder an Bedeutung. Die Stadt wurde Sitz des Qaem Makqam der Drusen, des örtlichen Gouverneurs im Namen des osmanischen Sultans.

## Söhne und Töchter des Ortes
- Rabi Jabir (* 1972), Schriftsteller